# Tetrastigma robustum
Tetrastigma robustum är en vinväxtart som beskrevs av Jules Émile Planchon. Tetrastigma robustum ingår i släktet Tetrastigma och familjen vinväxter. Inga underarter finns listade i Catalogue of Life.